# Волвенкове
Волвенко́ве — село в Україні, у Балаклійському районі Харківської області. Населення становить 74 осіб. До 2020 орган місцевого самоврядування — Протопопівська сільська рада.

## Географія
Село Волвенкове знаходиться в місці витіку річки Беречка, у яку на південно-східній околиці села впадає Балка Беречка.

## Історія
Село постраждало внаслідок геноциду українського народу, проведеного урядом СССР в 1932—1933 роках, кількість встановлених жертв в селах Волвенкове, Мар'ївка, Мар'ївка-1, Антоненкове — 1229 людей.
12 червня 2020 року, відповідно до Розпорядження Кабінету Міністрів України  № 725-р «Про визначення адміністративних центрів та затвердження територій територіальних громад Харківської області», увійшло до складу Балаклійської міської територіальної громади.
19 липня 2020 року, в результаті адміністративно-територіальної реформи та ліквідації Балаклійського району, село увійшло до складу новоутвореного Ізюмського району.